# Wahlkreis Dresden 2 (1994–1999)
Der Wahlkreis  Dresden 2 war ein Landtagswahlkreis zu den sächsischen Landtagswahlen 1994 und 1999. Er hatte die Wahlkreisnummer 43. Das Wahlkreisgebiet umfasste den Dresdener Stadtteil Leipziger Vorstadt sowie die Ortsämter Pieschen und Klotzsche.

## Wahl 1999
Die Landtagswahl 1999 fand am 19. September 1999 statt und hatte für den Wahlkreis Dresden 2 folgendes Ergebnis.
| Direktkandidat   | Partei          | Erststimmen in % | Zweitstimmen in % |
| ---------------- | --------------- | ---------------- | ----------------- |
| Helmut Münch     | CDU             | 51,3             | 57,3              |
| Marlies Volkmer  | SPD             | 11,6             | 07,9              |
| Michael Schrader | PDS             | 24,6             | 22,8              |
| Eva Jähnigen     | GRÜNE           | 06,8             | 05,5              |
| André Friedrich  | F.D.P.          | 01,5             | 00,8              |
|                  | BüSo            |                  | 00,2              |
| Jürgen Schwarz   | DSU             | 01,8             | 00,5              |
|                  | GRAUE           |                  | 00,6              |
| Jens Baur        | REP             | 01,2             | 00,9              |
| -                | FP Deutschlands | -                | 00,0              |
| -                | pro DM          | -                | 01,9              |
| -                | KPD             | -                | 00,1              |
| Ingo Großmann    | NPD             | 01,2             | 01,1              |
| -                | Forum           | -                | 00,3              |
| -                | PBC             | -                | 00,1              |

Es waren 52.911 Personen wahlberechtigt. Die Wahlbeteiligung lag bei 62,4 %. Von den abgegebenen Stimmen waren 1,2 % ungültig. Als Direktkandidat wurde Helmut Münch (CDU) gewählt. Er erreichte 57,3 % aller gültigen Stimmen.

## Wahl 1994
Die Landtagswahl 1994 fand am 11. September 1994 statt und hatte folgendes Ergebnis für den Wahlkreis Dresden 2:
| Direktkandidat   | Partei          | Erststimmen in % | Zweitstimmen in % |
| ---------------- | --------------- | ---------------- | ----------------- |
| Helmut Münch     | CDU             | 48,7             | 56,3              |
| Marlies Volkmer  | SPD             | 23,3             | 12,0              |
| Sabine Becher    | F.D.P.          | 02,8             | 01,4              |
| Eva Jähnigen     | GRÜNE           | 13,7             | 06,3              |
| Peter Palitzsch  | DSU             | 01,5             | 00,8              |
| Günter Rühlemann | REP             | 02,1             | 01,2              |
|                  | Forum           | -                | 00,7              |
|                  | PDS             |                  | 20,9              |
|                  | SPS             | -                | 00,5              |
| Norbert Koch     | Allianz Sachsen | 02,4             |                   |
| Jürgen Löffler   | Dresden pur     | 05,5             |                   |

Es waren 54.721 Personen wahlberechtigt. Die Wahlbeteiligung lag bei 57,1 %. Von den abgegebenen Stimmen waren 1,4 % ungültig. Als Direktkandidat wurde  Helmut Münch (CDU) gewählt. Er erreichte 48,7 % aller gültigen Stimmen.